# 두바이 마라톤

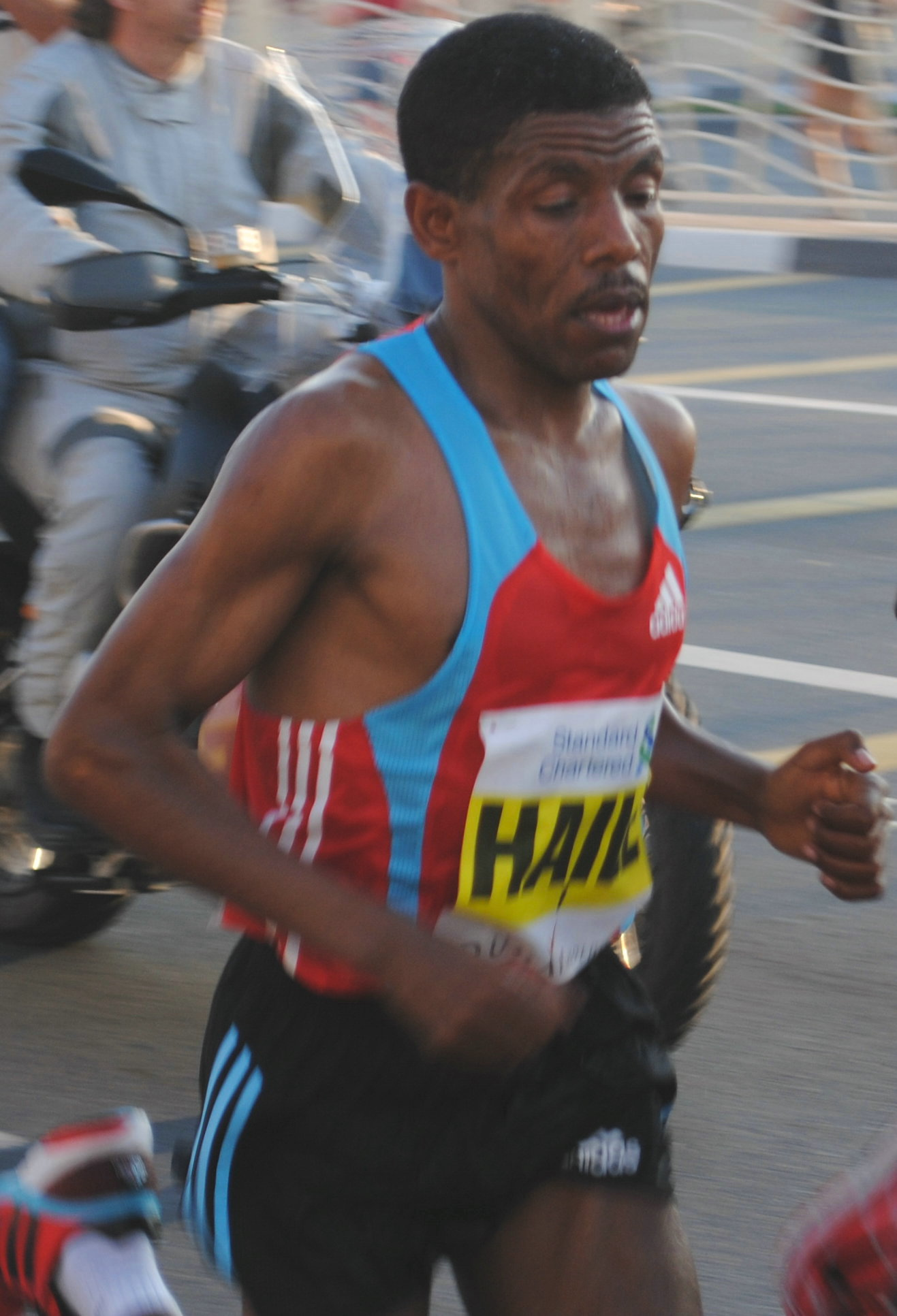

두바이 마라톤(Dubai Marathon)은 아랍에미리트, 두바이에서 매년 1월에 열리는 마라톤 대회이다. 2000년에 처음 시작되었다.